# 宇田川楊軒
宇田川 楊軒（うだがわ ようけん、享保20年〈1735年〉 - 寛政5年6月5日〈1793年〉）は江戸時代の医者・儒者。伊予国川之江（現愛媛県四国中央市）に生まれる。本名は之龍、字は子雲。

## 経歴
若くして両親を亡くし上洛。父・宇田川毅斎の師でもある香川修庵に儒学と医学を学んだ。帰郷後は、医者をしながら儒学と医学を教えた。
門弟に尾藤二洲や長野豊山がいる。墓は川之江町城山南。